# Рубцов, Василий Сергеевич
Василий Сергеевич Рубцов (27 апреля 1916 года, село Крещенка, Землянский уезд, Воронежская губерния — 16 января 2010 года, Воронеж) — слесарь-сборщик Воронежского завода тяжёлых механических прессов Министерства станкостроительной и инструментальной промышленности СССР. Герой Социалистического Труда (1971).

## Биография
Родился в 1916 году в крестьянской семье в селе Крещенка Землянского уезда (сегодня — Хлевенский район Липецкой области) Владимирской губернии.
С 1932 года — слесарь Воронежского паровозоремонтного завода имени Ф. Э. Дзержинского. С 1942 года находился в эвакуации в Чкалове, где трудился слесарем на Чкаловском паровозоремонтном заводе. Член ВКП(б). В 1945 году возвратился из эвакуации в Воронеж, где продолжил работать слесарем на Воронежском паровозоремонтном заводе.
С 1957 года — слесарь-сборщик Воронежского завода тяжёлых механических прессов. За выдающиеся трудовые достижения по итогам Семилетки (1959—1965) награждён в августе 1966 года Орденом Ленина.
Досрочно выполнил личные социалистические обязательства и плановые производственные задания Восьмой пятилетки (1965—1970). Указом Президиума Верховного Совета СССР (неопубликованным) от 5 апреля 1971 года «за выдающиеся трудовые успехи, достигнутые в выполнении заданий пятилетнего плана, выпуск продукции высокого качества и активное участие в создании новой техники» удостоен звания Героя Социалистического Труда с вручением ордена Ленина и золотой медали Серп и Молот.
Избирался членом Воронежских горкома и обкома КПСС.
В 1976 году вышел на пенсию.
Умер 16 января 2010 года. Похоронен в Воронеже на Лесном кладбище.

## Награды
- Герой Социалистического Труда
- Орден Ленина — дважды (08.08.1966; 1971)